# مايوهواكان
مايوهواكان كانت عبارة عن طبلة معدنية كان يستخدمها شعب التاينو من منطقة الكاريبي. وكانت هذه الآلة تستخدم مع الأغاني التي يتم غناؤها أثناء حفلات الزفاف. وكانت الطبلة مصنوعة من خشب رقيق، وكان يتم تصميمها لتأخذ شكل القرع الممدد بطول يصل إلى متر وبعرض يصل إلى نصف متر. وحسب الروايات الأولى لشعب التاينو، فإن الصوت الناجم عن آلة مايوهواكان كان يمكن أن تسمعه من على بعد «فرسخ ونصف» (حيث يشير الفرسخ إلى مسافة 5.3 إلى 7.9 أميال، أو 7965 إلى 11268 مترًا). وكان يعزف على هذه الآلات قادة القبيلة مع الأغاني التي كان يتم استخدامها في تمرير العادات والقوانين إلى الأجيال الأصغر سنًا.